# Patrick Dulleck
Patrick Dulleck (* 15. Februar 1990 in Malsch) ist ein deutscher Fußballspieler.

## Karriere
Dulleck spielte in seiner Jugend für den TSV Spessart, den SV Langensteinbach und die TSG Hoffenheim, ehe er 2007 in das A-Juniorenteam (U19) des Karlsruher SC wechselte. Ein Jahr später kam der Offensivspieler zu seinen ersten Einsätzen in der zweiten Mannschaft der Badener in der Regionalliga Süd. Sein Profidebüt gab Dulleck am 30. Oktober 2009 in einem Zweitligaspiel des KSC bei Fortuna Düsseldorf.
Nachdem Dulleck in der Hinrunde der Saison 2009/10 regelmäßig in der zweiten Mannschaft der Karlsruher eingesetzt wurde und zudem des Öfteren als Ergänzungsspieler zum Kader der ersten Mannschaft zählte, zog er sich jedoch in einem Vorbereitungsspiel zur Rückrunde eine schwere Knieverletzung zu, so dass er für den Rest der Saison pausieren musste. In der Saison 2011/12 spielte er ausschließlich für die Regionalliga-Reserve, wo er es auf 33 Einsätze und 12 Tore brachte. Nach dem Abstieg es KSC aus der 2. Bundesliga gehörte Dulleck ab der Spielzeit 2012/13 wieder zum Drittligakader und war mit 19 Einsätzen am direkten Wiederaufstieg in die zweite Liga beteiligt. 2014 wechselte er in die Regionalliga zur SV Elversberg.
Dulleck spielte zwei Spielzeiten in der Regionalliga Südwest für die SV Elversberg. Am 10. Juni 2016 wurde sein Wechsel innerhalb der Liga zum TSV Steinbach bekannt.
Nach einer Spielzeit beim TSV Steinbach unterzeichnete Dulleck im Juli 2017 einen Einjahresvertrag beim FC 08 Homburg in der Oberliga Rheinland-Pfalz/Saar, der sich mit dem Aufstieg in die Regionalliga um ein Jahr verlängerte.
Am 25. Juni 2022 gab der Ligakonkurrent SSV Ulm 1846 seinen Wechsel nach Ulm bekannt.
Im Sommer 2023 wechselte er zum 1. FC Düren. Ein Jahr später schloss er sich dem Lions Gibraltar FC an.